# توسيع المجموعات الأوروبية 1973

أعضاء الجماعات الأوروبية 1973
أعضاء الجماعات الأوروبية الجديدة 1973

كان توسيع عام 1973 أول توسيع للمجموعات الأوروبية (EC)، الآن الاتحاد الأوروبي (EU). انضمت الدنمارك وأيرلندا والمملكة المتحدة إلى المجموعة الأوروبية في 1 يناير 1973. انضم كل من جبل طارق وجرينلاند أيضًا كجزء من المملكة المتحدة والدنمارك على التوالي، لكن لم تنضم جزر فارو الدنماركية وأقاليم ما وراء البحار البريطانية الأخرى وملحقات التاج البريطاني.
أجرت كل من أيرلندا والدنمارك استفتاء في عام 1972 في مايو وأكتوبر على التوالي، وأجرت المملكة المتحدة استفتاء في عام 1975 بشأن عضوية المجتمعات الأوروبية، والتي وافقت جميعها على عضوية الدول. خططت النرويج للانضمام، ولكن تم رفض ذلك في استفتاء عقد في سبتمبر 1972. في عام 1992، تقدمت النرويج مرة أخرى للانضمام، لكن الناخبين رفضوا الاقتراح مرة أخرى في استفتاء عام 1994.
انسحبت غرينلاند لاحقًا من المجموعات الأوروبية في 1 يناير 1985 بعد استفتاء عام 1982. تبع ذلك إجراء المملكة المتحدة استفتاء في عام 2016 على العضوية مما أدى إلى تصويت المملكة المتحدة لمغادرة الاتحاد الأوروبي.

## خلفية
كانت المملكة المتحدة لا تزال تتعافى من التكلفة الاقتصادية للحرب العالمية الثانية. جمهورية أيرلندا، في حيت كانت دولة مستقلة، كانت تعتمد اقتصاديًا على المملكة المتحدة، والتي تمثل ما يقرب من 75 ٪ من صادرات أيرلندا، كما هو مقنن في اتفاقية التجارة الحرة الأنجلو-إيرلندية لعام 1966. 
في عام 1960 تأسست رابطة التجارة الحرة الأوروبية (EFTA) وتم تشكيلها من قبل النمسا، الدنمارك، النرويج، البرتغال، السويد، سويسرا والمملكة المتحدة. غالبًا ما يشار إلى هذه البلدان باسم الدول السبعة الخارجية، على عكس الدول الستة الداخلية للأعضاء المؤسسين للجماعة الاقتصادية الأوروبية.  تأسست الرابطة الأوروبية للتجارة بموجب اتفاقية عُرفت باسم اتفاقية ستوكهولم في عام 1960، بهدف تحرير تجارة السلع بين الدول الأعضاء فيها. في 31 يوليو 1961 تقدمت المملكة المتحدة  وأيرلندا  والدنمارك  بطلب للانضمام إلى الجماعة الأوروبية. في عام 1963، بعد المفاوضات،  استخدمت فرنسا حق النقض ضد طلب المملكة المتحدة بسبب نفور شارل ديغول من المملكة المتحدة،  التي اعتبرها «حصان طروادة» للولايات المتحدة.  استقال ديغول من الرئاسة الفرنسية عام 1969.   في السبعينيات، أبرمت دول الرابطة الأوروبية للتجارة الحرة اتفاقيات تجارة حرة مع الجماعة الأوروبية. 

## التأثير
| الدول الأعضاء           | تعداد السكان          | المساحة (كيلومتر مربع) | الناتج المحلي الإجمالي (مليار دولار أمريكي) | الناتج المحلي الإجمالي نصيب الفرد (بالدولار) | اللغات                 |
| ----------------------- | --------------------- | ---------------------- | ------------------------------------------- | -------------------------------------------- | ---------------------- |
| الدنمارك                | 5,021,861             | 2,209,180              | 70,032                                      | 59,928 دولارًا                                | الدانماركية            |
| أيرلندا                 | 3,073,200             | 70,273                 | 21,103                                      | 39,638 دولارًا                                | الإنجليزية والأيرلندية |
| المملكة المتحدة         | 56,210,000            | 24,4820                | 675,941                                     | 36,728 دولارًا                                | الإنجليزية             |
| دول الانضمام            | 6,4305,061            | 2,524,273              | 767,076                                     | 11,929                                       | 3                      |
| الأعضاء الحاليون (1973) | 192,457,106           | 1,299,536              | 2,381,396                                   | 12374                                        | 4                      |
| جميع الأعضاء (1973)     | 256,762,167 (+33.41٪) | 3,465,633 (+266.68٪)   | 3,148.472 (+32.21)                          | 12262 (0.91٪)                                | 7                      |